# Nowy świat (singel)
Nowy świat (zapis stylizowany: nowy świat) – singel polskiego duetu Coals, w skład którego weszli Katarzyna Kowalczyk i Łukasz Rozmysłowski z ich trzeciego albumu studyjnego, zatytułowanego Sanatorium. Singel został wydany 18 stycznia 2024.

## Geneza utworu i historia wydania
Utwór napisali i skomponowali Katarzyna Kowalczyk oraz Łukasz Rozmysłowski, który również odpowiadał za produkcję piosenki.
Singel ukazał się w formacie digital download 18 stycznia 2024 w Polsce za pośrednictwem wytwórni płytowej PIAS Recordings. Piosenka została umieszczona na trzecim albumie studyjnym Coals – Sanatorium.
Piosenka została zgłoszona do polskich wewnętrznych eliminacji na 68. Konkurs Piosenki Eurowizji organizowany w Malmö.

## Teledysk
Do utworu powstał teledysk w reżyserii Macieja Adamczaka, który udostępniono w dniu premiery singla za pośrednictwem serwisu YouTube.

## Lista utworów
- Digital download[2]

1. „nowy świat” – 2:35